# CI Волос Вероники
CI Волос Вероники (лат. CI Comae Berenices) — двойная затменная переменная звезда типа W Большой Медведицы (EW:) или одиночная пульсирующая переменная звезда типа RR Лиры (RRC)* в созвездии Волос Вероники на расстоянии (вычисленном из значения параллакса) приблизительно 29840 световых лет (около 9149 парсек) от Солнца. Видимая звёздная величина звезды — от +13,9m до +13,5m.

## Характеристики
Первый компонент — жёлто-белая звезда спектрального класса F-A. Эффективная температура — около 6922 K.